# Херман
Херман (рум. Hărman) — село у повіті Брашов в Румунії. Адміністративний центр комуни Херман.
Село розташоване на відстані 144 км на північ від Бухареста, 8 км на північний схід від Брашова.

## Населення
За даними перепису населення 2002 року у селі проживала 3871 особа.
Національний склад населення села:
| Національність | Кількість осіб | Відсоток |
| -------------- | -------------- | -------- |
| румуни         | 3425           | 88,5%    |
| цигани         | 238            | 6,1%     |
| німці          | 104            | 2,7%     |
| угорці         | 101            | 2,6%     |

Рідною мовою назвали:
| Мова      | Кількість осіб | Відсоток |
| --------- | -------------- | -------- |
| румунська | 3581           | 92,5%    |
| угорська  | 105            | 2,7%     |
| німецька  | 102            | 2,6%     |
| циганська | 80             | 2,1%     |